# 화염 (영화)
화염(Sholay, Embers)은 인도에서 제작된 라메쉬 시피 감독의 1975년 액션, 모험, 코미디, 뮤지컬, 멜로/로맨스, 스릴러 영화이다. 다르멘드라 등이 주연으로 출연하였다.

## 출연

### 주연
- 다르멘드라
- 산지브 쿠마르

### 조연
- 헤마 말리니
- 아미타브 밧찬
- 자야 바두리
- 암자드 칸
- A.K. 한갈
- 제리
- 아스라니
- 헬렌